# Marco (anime)
Marco dos Apeninos aos Andes em Portugal, ou Marco dos Apeninos Até os Andes no Brasil (母をたずねて三千里, Haha o Tazunete Sanzenri), é um anime de 52 episódios, produzido em 1976, que fez muito sucesso no Brasil e Portugal e em outros países. Baseia-se numa pequena parte do romance Heart (Cuore em italiano e "Coração" em português) de Edmondo De Amicis, O conto mensal (racconto mensile) Do Apennines to the Andes (Dagli Appennini alle Ande em italiano e "Dos Apeninos aos Andes" em português), expandido em um épico de 52 episódios. A história conta a jornada de um garoto em busca de sua mãe, da Itália até a Argentina.
A série foi exibida no World Masterpiece Theater, um popular programa de animação que exibe a cada ano uma versão animada de diferentes histórias clássicas da literatura, e foi intitulado originalmente como "Dagli Appennini alle Ande". Nippon Animation, os produtores da World Masterpiece Theater, adaptariam Cuore em uma segunda série de anime para a TV em 1981, embora esta segunda série não fosse parte da WMT.
Uma longa metragem que resumia a série foi lançada nos anos 80 utilizando imagens editadas da série da TV. A Nippon Animation também também re-adaptou Dos Apeninos Até os Andes como um filme de média duração (aproximadamente 90 minutos) em 1999, com a música tema cantada pela superstar pop Sheena Easton ("Catch a Dream").
A série foi dublada em várias línguas a se tornou um sucesso instantâneo em alguns países, como Portugal, Brasil, Espanha, Venezuela, Colômbia, Alemanha, Chile, Turquia, o Mundo árabe e Israel. Em Hebraico, a série é chamada de HaLev, significando O coração (O nome do romance no qual a série é baseada). Em alguns países europeus e latinos americanos a série é simplesmente conhecida como Marco, em árabe a série foi um tremendo sucesso, foi chamada de "Wada'an Marco", "وداعاً ماركو", "Adeus Marco".
A série em Portugal estreou no dia 22 de Maio de 1977 no canal RTP. No Brasil, o seriado passou em pela primeira vez em 15 de abril de 1979 na extinta TV Tupi, dentro de Programa Silvio Santos, mais precisamente no quadro Domingo no Parque. Esta estratégia havia sido usada antes com o seriado Heidi. A dublagem foi marcante. Principalmente a do protagonista Marco, dublado por Leda Figueiró, e do Sr. Peppino, dublado pelo saudoso Eleu Salvador. A última reprise foi em 1981. A série também passou no SBT e na TV Record.

## Enredo
A série mostra Marco, um rapaz que vive com sua família em Gênova, Itália, durante a depressão de 1881. O pai de Marco, Pedro Rossi, é um médico que se dedica a cuidar de pacientes pobres, o que leva a família a dificuldades financeiras. Sua amada mãe, Ana Rossi, vai para a Argentina para trabalhar como empregada doméstica para ganhar dinheiro para o filho. Quando suas cartas param de chegar, depois da notícia de que estava doente, Marco teme que o pior tenha acontecido e, já que seu pai está bastante ocupado na clínica e seu irmão Paulo é mandado em treinamento de condutor de locomotiva em Milão, ele é o único que pode sair à procura da mãe.
Marco leva consigo o macaco de estimação de seu irmão, Dominó, e juntos eles embarcam em um navio rumo ao Brasil. No Brasil, Marco embarca em um navio de imigrantes e finalmente chega em Buenos Aires, onde ele encontra um animador de marionetas, Peppino e sua família que ele conhecera em Gênova. Eles o acompanham até Bahia Blanca (Argentina), para tentarem localizar a mãe de Marco. Em Bahia Blanca (Argentina) ele descobre que seu tio escondia as cartas que sua a mãe lhe enviava. Ele volta para Buenos Aires e parte no Andrea Dorea, um pequeno navio para Rosário (Argentina), onde ele tenta embarcar num trem para Córdoba. Os amigos italianos de Marco juntam dinheiro e compram para ele uma passagem de comboio. Marco chega em Córdoba e encontra o engenheiro Mister Mequinez.
Ele diz a Marco que sua mãe trabalha para seu irmão em Tucumán e lhe dá o dinheiro para pagar a passagem de comboio. Mas Marco acaba por gastar o dinheiro para salvar a vida de uma rapariga pobre que ele encontra.
Marco se esconde num comboio, mas é descoberto e expulso em local ermo. Um grupo de ciganos o resgata e lhe empresta um burro velho. Após alguns dias o burro morre e Marco continua sua viagem para Tucumán a pé. Ele finalmente chega a seu destino cansado e faminto e encontra sua mãe. Sua mãe está muito doente e precisa de operar-se, mas está muito fraca. Tão logo ela vê Marco, ela se fortalece e consegue passar pela cirurgia com sucesso. No final da série, Marco e sua mãe voltam a Gênova, onde a família se reúne.

## Equipe técnica
| Função                                             | Desempenhada por                               |
| -------------------------------------------------- | ---------------------------------------------- |
| Direção                                            | Isao Takahata                                  |
| Produção                                           | Junzou Nakajima Takaji Matsudo                 |
| História original                                  | Edmondo De Amicis (Coração, do italiano Cuore) |
| Roteiro                                            | Kazuo Fukasawa                                 |
| Desenhista de personagens e supervisor de animação | Yoichi Kotabe                                  |
| Assistente de animação                             | Reiko Okuyama                                  |
| Supervisor de arte                                 | Hayao Miyazaki                                 |
| Diretor de arte                                    | Takamura Mukuo                                 |
| Música                                             | Kouichi Sakata                                 |
| Trilha sonora                                      | Yasuo Uragami                                  |

## Personagens

### Personagens principais
- Marco Rossi - personagem principal, um rapaz que viaja por todo o mundo à procura da sua mãe emigrante.
- Anna Rossi - Mãe de Marco que emigra por todo o mundo por um emprego melhor.
- Antonio (Tonio) Rossi - Irmão mais velho de Marco.
- Pietro Rossi - Pai de Marco, um médico de Gênova e diretor de uma clínica.
- Dominó - Macaco de estimação de Marco, oferecido pelo seu irmão, Paulo, que acompanha Marco na viagem. Na versão brasileira chama-se Amerigo.
- Peppino - O artista que ganha a vida fazendo teatros de marionetas, com suas filhas: Conchita, Violeta e Julieta.
- Conchita - Filha mais velha de Pepinno, que ajuda na parte da representação, canto, e dança do teatro.
- Violeta - Segunda filha de Peppino, que costuma tocar os pratos durante os espetáculos de teatro. Também é responsável por tomar conta da sua irmã mais nova: Julieta.
- Julieta - Filha mais nova de Peppino, que adora brincar com Dominó e que tem ataques de choro que irrita Peppino, que têm de ser resolvidos por Violeta.

### Coadjuvantes
- Emilio - Melhor amigo de Marco na Itália.
- Concetta - Filha mais velha de Peppino, que manipula os marionetes em seus shows.
- Gina Cristini - Primeiro patrão de Marco, na companhia de navegação.
- Mr. Guillioti - O engarrafador, ele é o segundo patrão de Marco.
- Ramón Mequinez - Um engenheiro que emprega a mãe de Marco, para trabalhar com o irmão dele em Tucumán.

## Trilha sonora

### Versão japonesa
- Tema de abertura: Sōgen no Marco (de Kumiko Ōsugi)
- Tema de encerramento: Kaasan Ohayō (de Kumiko Ōsugi)
- Música de Kōichi Sakata

### Versão portuguesa
- Tema de abertura: Marco (cantada por Luís Pedro Fonseca) (melodia da banda sonora espanhola)

### Versão espanhola
- Tema de abertura: Adiós, mamá (Jose Torregosa Alcaraz)
- Tema de encerramento: Mi mono Amedio y yo (Jose Torregosa Alcaraz)

### Versão hebraica
- Tema de abertura: HaLev (Ilanit)

## Versão para o cinema

### 3000 Leagues in Search of Mother
3000 Leagues in Search of Mother (母をたずねて三千里, Haha o Tazunete Sanzenri) é a versão editada pela equipe da série de TV.
A versão teatral foi lançada em 19 de Julho de 1980. Foi distribuida por Toho Towa, encenada pelo grupo teatral Toho Yoga, em 107 minutos.

#### Equipe
Supervisão / Direção: Isao Takahata
- Diretor de Modelagem: Hajime Okayasu
- Diretor Assistente: Kazuyoshi Yokoda / Kenichi Baba / Yasuo Kageyama
- Autor: Edmundo De Amicis
- Planejamento / Produção: Nippon Animation
- Produtor Executivo:　Koichi Motohashi
- Planejamento: Shoji Sato
- Produtor: Junzou Nakajima / Ryuji Matsdo / Yoshio Kato
- Roteiro: Kazuo Fukazawa
- Diretor de Animação e Desenho de Personagens: Yoichi Kotabe
- Diretor de Arte: Takamura Mukuo
- Editor: Takeshi Seyama / Syuuichi Kakesu / Keiko Onodera
- Cinematografia: Keishichi Kuroki
- Diretor de som: Yasuo Uragami
- Mixagem de áudio: Tsugio Nakatogawa
- Efeitos sonoros: Ishida Sound / Akihiko Matsuda
- Música: Kouichi Sakata

#### Dublagem Brasileira do Filme
Este filme de 1980 foi exibido no Brasil no canal Rede Manchete e lançado em VHS, diretamente em vídeo pela Brazil Home Video.
- Estúdio: Herbert Richers

### Marco: 3000 Leagues in Search of Mother
Marco: 3000 Leagues in Search of Mother (Marco 母をたずねて三千里, Maruko Haha o Tazunete Sanzenri) é o filme de refilmagem baseado na série de TV de animação que a Nippon Animation tem os direitos autorais da produção. A equipe original não participou, embora o método de direção e o roteiro aplicado é o da série de TV. Além disso, sob a influência de negociações do grupo para exigir melhoria dos dubladores no serviço apenas naquela época, os originais não participaram neste.
A data de lançamento nos cinemas foi dia 9 de abril de 1999. Foi distribuído por Shochiku. No cinema foi exibido os filiados de Shochiku. O tempo de duração foi de 98 minutos.

#### Equipe
- Planejamento e Produção: Nippon Animation / Shochiku / Mitsui & Co., Ltd.
- Produtores: Junzou Nakajima / 吉田剛 / Matsumi Tanaka
- Produtores Executivos: Toshikazu Motohashi / Rentarou Kohama
- Gerente de Produção: 岩崎秀紀
- Planejamento: Shoji Sato / Syunji Sone
- Diretor: Kouzou Kusuba
- Assistente de Direção: Takeyuki Satohara
- Autor: Edmundo De Amicis
- Personagem original: Yoichi Kotabe
- Projeto do personagem e Diretor de Animação: Shunji Saida
- Dramatizar: Kazuo Fukazawa
- Discurso: Yutaka Shintou / 幸甫 / Toshikazu Motohashi
- Diretor de Fotografia: Seiichi Morishita
- Cinematografia: Studio Twinkle
- Diretor de Som: Sadayoshi Fujino
- Mixagem de Áudio: Chiaki Sato
- Efeitos de Som: Fizz Sound Creation
- Diretor de Arte: Shouhei Kawamoto
- Projeto da arte-chave: Warren Nan
- Diretor CG: Kazumi Hiruma
- Coordenador da Captura: Akiko Koyama
- Efeitos especiais: Masao Yoshiyama / Tomoji Hashizume
- Editor: Shinichi Natori
- Música: Taro Iwashiro
- Produtor da música: Shigeyuki Onodera
- Coordenador de Música: Takahiko Odaka / EMI TAGO
- Canção tema: Sheena Easton

## Elenco do anime

### Dobragem Portuguesa
- Marco - Fernanda Figueiredo (1ª dobragem da RTP de 1977) / Ana Madureira (2ª dobragem da Prisvideo)
- Ana (Mãe de Marco) - Carmen Santos (1ª dobragem da RTP de 1977)/ Teresa Madruga (2ª dobragem da Prisvideo)
- Pedro - José Gomes
- António Paulo - António Feio

### Dublagem Brasileira
- Marco - Leda Figueiró
- Peppino - Eleu Salvador
- Direção: Mário Lúcio de Freitas
- Estúdio: Gota Mágica